# Liste der Bodendenkmäler in Köfering
Auf dieser Seite sind die Bodendenkmäler in der Oberpfälzer Gemeinde Köfering zusammengestellt. Diese Tabelle ist eine Teilliste der Liste der Bodendenkmäler in Bayern. Grundlage ist die Bayerische Denkmalliste, die auf Basis des Bayerischen Denkmalschutzgesetzes vom 1. Oktober 1973 erstmals erstellt wurde und seither durch das Bayerische Landesamt für Denkmalpflege geführt wird. Die folgenden Angaben ersetzen nicht die rechtsverbindliche Auskunft der Denkmalschutzbehörde.

## Bodendenkmäler in Köfering
| Lage       | Objekt                                                                                     | Akten-Nr.     | Bild |
| ---------- | ------------------------------------------------------------------------------------------ | ------------- | ---- |
| (Standort) | Siedlung der Jungsteinzeit, vielleicht auch ein Brandgräberfeld der Urnenfelderzeit.       | D-3-7038-0074 |      |
| (Standort) | Siedlung der Urnenfelderzeit.                                                              | D-3-7038-0267 |      |
| (Standort) | Siedlung vor- und frühgeschichtlicher Zeitstellung.                                        | D-3-7038-0268 |      |
| (Standort) | Siedlung allgemein vorgeschichtlicher Zeitstellung und der Urnenfelderzeit.                | D-3-7038-0269 |      |
| (Standort) | Siedlung vor- und frühgeschichtlicher Zeitstellung.                                        | D-3-7038-0488 |      |
| (Standort) | Siedlung vor- und frühgeschichtlicher Zeitstellung oder des frühen Mittelalters            | D-3-7039-0002 |      |
| (Standort) | Archäologische Befunde und Funde im Bereich des Schlosses Köfering                         | D-3-7039-0007 |      |
| (Standort) | Bestattungsplätze der Glockenbecherkultur, der Frühbronzezeit und der Frühlatènezeit,      | D-3-7039-0135 |      |
| (Standort) | Siedlungen der Altheimer Kultur, der Chamer Kultur, der mittleren Bronzezeit               | D-3-7039-0139 |      |
| (Standort) | Siedlungen des Neolithikums, der Altheimer Kultur und der frühen Bronzezeit.               | D-3-7039-0143 |      |
| (Standort) | Siedlung der Bronzezeit, der Urnenfelderzeit, der Hallstattzeit und der Latènezeit.        | D-3-7039-0146 |      |
| (Standort) | Siedlungen der Münchshöfener Kultur, der Hallstattzeit, der Spätlatènezeit                 | D-3-7039-0147 |      |
| (Standort) | Siedlungen der Altheimer Kultur, der Chamer Kultur und der Hallstattzeit, Bestattungsplatz | D-3-7039-0148 |      |
| (Standort) | Siedlung der Urnenfelderzeit.                                                              | D-3-7039-0155 |      |
| (Standort) | Wohl neolithische Siedlung und frühbronzezeitlicher Bestattungsplatz.                      | D-3-7039-0156 |      |
| (Standort) | Bestattungsplatz vor- und frühgeschichtlicher Zeitstellung oder des frühen Mittelalters.   | D-3-7039-0158 |      |
| (Standort) | Siedlungen der Münchshöfener Kultur, der Chamer Kultur und der Schnurkeramik.              | D-3-7039-0159 |      |
| (Standort) | Körpergräber der Latènezeit.                                                               | D-3-7039-0160 |      |
| (Standort) | Siedlung der Latènezeit.                                                                   | D-3-7039-0161 |      |
| (Standort) | Siedlung Jungsteinzeit und der Latènezeit.                                                 | D-3-7039-0162 |      |
| (Standort) | Vorgeschichtliche Siedlung.                                                                | D-3-7039-0163 |      |
| (Standort) | Siedlung vorgeschichtlicher Zeitstellung und der Latènezeit, wohl verebnete Anlagen        | D-3-7039-0165 |      |
| (Standort) | Siedlung vor- und frühgeschichtlicher Zeitstellung.                                        | D-3-7039-0166 |      |
| (Standort) | Siedlungsfunde des Neolithikums, darunter der Münchshöfener Kultur                         | D-3-7039-0175 |      |
| (Standort) | Siedlung vor- und frühgeschichtlicher Zeitstellung.                                        | D-3-7039-0188 |      |
| (Standort) | Siedlung und Grabenwerk vor- und frühgeschichtlicher Zeitstellung.                         | D-3-7039-0223 |      |
| (Standort) | Siedlungen der Jungsteinzeit und der vorgeschichtlichen Metallzeiten.                      | D-3-7039-0224 |      |
| (Standort) | Siedlung der Jungsteinzeit und der Bronzezeit.                                             | D-3-7039-0225 |      |
| (Standort) | Siedlung der Altheimer Kultur.                                                             | D-3-7039-0286 |      |
| (Standort) | Siedlungen der Linearbandkeramik, des Mittelneolithikums, der Urnenfelderzeit              | D-3-7039-0530 |      |
| (Standort) | Siedlung vor- und frühgeschichtlicher Zeitstellung.                                        | D-3-7039-0654 |      |
| (Standort) | Archäologische Befunde und Funde im Bereich der Kath. Nebenkirche St. Margareta            | D-3-7039-0662 |      |
| (Standort) | Archäologische Befunde und Funde im Bereich der Kath. Pfarrkirche St. Michael              | D-3-7039-0664 |      |
| (Standort) | Siedlung allgemein vorgeschichtlicher Zeitstellung und der Latènezeit.                     | D-3-7039-0666 |      |
| (Standort) | Siedlung der frühen Bronzezeit.                                                            | D-3-7039-0667 |      |
| (Standort) | Siedlung der Jungsteinzeit, der Hallstattzeit und der römischen Kaiserzeit.                | D-3-7039-0668 |      |